# صرصور (جنس)
صرصور (الاسم العلمي Blatta)، جنس حشرات من الصرصوريات.
ويشمل الأنواع التالية:
- صرصور شرقي Linnaeus, 1758 Oriental cockroach
- صرصور تركستاني (Walker, 1868)[2] Turkestan cockroach or red runner
- Blatta furcata (Karny 1908)[3]